# William Francis Gibbs
William Francis Gibbs (Filadelfia, 24 de agosto de 1886-Nueva York, 6 de septiembre de 1967) fue un ingeniero naval y abogado estadounidense. Su nombre se asocia a su genio y visión sobre el diseño de embarcaciones navales y a su máxima obra naval, el transatlántico SS United States y otros 6000 buques de línea así como embarcaciones militares como los buques clase Liberty.

## Primeros años
William Francis Gibbs nació en el seno de una familia acomodada en Filadelfia, EE. UU en 1886, hijo del economista William Warren Gibbs y Frances A. Johnson. En 1888 nació Frederick Herbert quien sería su inseparable hermano y a quienes desde pequeños los unió la inclinación por los temas navales.
A sus 3 años, William Francis realizó su primer dibujo, la figura fue una embarcación, y a sus 8 años estuvo presente en la botadura del barco de pasajeros SS St.Louis, este gran momento en su vida lo marcaría en la senda futura a seguir.

Desde su temprana edad Gibbs estudió dibujos y fotografías y leía cuanto libro sobre temas navales caía en sus manos.
Se graduó de la alta escuela cursada en DeLancey School en 1905 y William manifestó a su padre que deseaba convertirse en ingeniero naval. Después de una acalorada discusión familiar con su padre quien consideraba que los ingenieros eran personas cuadradas y con un incierto futuro económico, William tomó la tozuda determinación de convertirse en el mejor ingeniero naval que pudiese llegar a ser y se enroló en la Universidad de Harvard para estudiar Ciencias de la Ingeniería en 1906.
Cuando se le conminó a seguir la carrera formal de ingeniero, rehusó seguir la línea curricular y tomó clases en el campo de la ingeniería marítima y además en su tiempo libre rediseñaba buques y acorazados británicos llenando de planos su habitación. 
Completó sus estudios en 1910 sin llegar a graduarse formalmente ya que cedió a la presión paterna e ingresó a la Bernard Law School de la Universidad de Columbia en 1911 y se graduó formalmente como Bachiller en leyes (abogado) y con especialidad en Economía en 1913. Practicó dos años la profesión y sacó provecho de las enseñanzas en esta etapa de su vida y posteriormente las usaría para debatir, financiar y defender sus ideas.
En 1912, paralelamente a sus estudios, analizó los aspectos técnicos del RMS Titanic y empezó a soñar con un buque que superara en normas de seguridad a los del desaparecido transatlántico inglés.
Mientras ejercía de abogado en la oficina de William O. Morgan en Nueva York, en sus tiempos libres charlaba con su hermano Frederick sobre construir navíos de gran tamaño. Juntos bosquejaron los primeros planos de un trasatlántico de 300 m de eslora con un diseño revolucionario para la época. Durante este período su padre radicado en Haverford, Pensilvania, sufrió reveses económicos significativos sosteniéndole su hijo por espacio de dos años.
Finalmente en 1915, Gibbs dejó las leyes y se dedicó a su verdadera pasión, el diseño de embarcaciones y revalidó sus estudios tomando camino a la ingeniería marítima como ingeniero y arquitecto naval formalizando su título como tal.
Para 1916, los diseños de su navío de los sueños ya estaba bastante avanzado y los hermanos Gibbs presentaron los planos a la Secretaría de Marina a cargo de Josephus Daniels y al Jefe de Construcción Naval, almirante David W. Taylor, recibiendo un alentador respaldo de parte de la US Navy. 
El modelo muy revolucionario se instaló en un tanque de pruebas y viento; pero la U.S Navy decidió postergar dicho proyecto por el comienzo de la Primera Guerra Mundial. El modelo ensayado era el futuro SS United States.

## Arquitecto naval

1924, Junta consultiva de la Armada con constructores navales, (William Francis Gibbs como independiente es el segundo a la derecha de la fotografía).

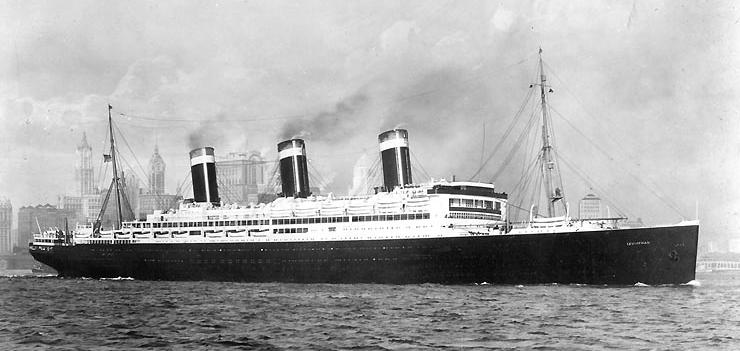
El SS Leviathan, uno de los primeros proyectos de Gibbs como arquitecto naval independiente.

En 1915, se asoció con su hermano Frederic Herbert y ambos consiguieron entrevistarse con P.A.S Franklin, presidente de la IMMC (International Mercantile Marine Company) cofinanciada por el banquero J.P Morgan que además era socio de la U.S. Navy. Los Gibbs mostraron sus trabajos a Franklin: este quedó impresionado por los ellos e incorporó a ambos hermanos a la compañía.
Este paso fue el pie en el estribo para William F. y Frederick H. 
Junto a su hermano comenzaron los proyectos de desarrollo de planos y partes de un buque de pasajeros de 300 m de eslora y una planta propulsora de 180.000 hp, capaz de desarrollar 30 nudos.
En 1917, William F. es promovido a asistente del Jefe de Ingenieros y realizó los contactos con la Armada. 
En 1919, W.Gibbs es promovido a Jefe de Ingenieros y comenzó a trabajar en su sueño, el SS United States;  pero la Armada como socio principal quiso que se dedicara a diseñar otros barcos de pasajeros más tradicionales postergando los anhelos de Gibbs. Nacieron entonces el SS Minnewaska y el SS Minnetonka.
En 1922, Gibbs y su hermano dieron paso a la independencia y abandonaron la IMMC, principalmente porque la Armada los subyugaba y no les dejaba hacer lo que él deseaba, que era  el diseño de buques. Se independizaron y abrieron una firma dedicada a la arquitectura naval llamada Gibbs Brothers Inc., de la que William Francis asumió la presidencia.
Siendo independientes, necesitaban urgentemente financiamiento y flujo de caja, entonces consiguieron el primer proyecto que fue la conversión del malhajado transatlántico alemán SS Vaterland en el lujoso SS Leviathan, de 280 m. Gibbs viajó a Alemania, específicamente al astillero Blohm & Voss y obtuvo los planos del Vaterland negociando con los constructores germanos.
El resultado fue un magnífico navío con gran énfasis en la seguridad estanca, ejemplo de la visión futurista de W. Gibbs.
El siguiente proyecto en 1925 fue desde cero, poniendo énfasis a la seguridad en la construcción del SS Matsonia de la Matson Lines una línea operadora de trasatlánticos que cubrían la ruta a las islas Hawái y tomó el diseño de SS Malolo. 
Durante el viaje de pruebas del buque, este chocó un carguero en medio de la niebla. Gibbs accionó las compuertas estancas creadas por él, y el buque se mantuvo a flote, a pesar de embarcar 7000 t de agua, demostrando la calidad técnica sobre la teoría de la sobrecompartimentación estanca.

### Gibbs & Cox. Inc.
En 1929, los hermanos Gibbs se asociaron a un excéntrico diseñador de yates de lujo, Daniel H. Cox y la firma cambió al nombre de Gibbs & Cox, Inc. Los nuevos diseños de yates de paseo que nacieron de esta firma evocaban velocidad y seguridad. 
Continuó con la Matson Lines y nacieron el SS Monterey, el SS Mariposa y el SS Lurline.
Otro cliente, la Grace Line contrató a la firma de arquitectos para 4 proyectos denominadas los buques clase Santa Rosa, que fueron los SS Santa Rosa, SS Santa Elena, SS Santa Paula y SS Santa Lucía. 
La incansable gestión productiva de Gibbs produjo vapores hermosos, modernos, cómodos y seguros, con la posibilidad de ser modernizados a futuro ya que eran construidos por el sistema de módulos.
En este período, Gibbs introdujo innovadores cambios en las turbinas que las hicieron más eficientes.
La firma entró en un período de gran productividad y diseñó por un lado numerosos cargueros y por otro lado, yates de alta gama y transatlánticos entre ellos la remodelación del SS West Point solicitado por la US.Navy quien además tenía un maletín de proyectos para la firma Gibbs & Cox Inc. 
Para esa fecha (1932), el SS United States aún esperaba: los planos ya estaban finalizados, pero el costo de construcción resultaba enorme y tuvo que esperar su momento. 

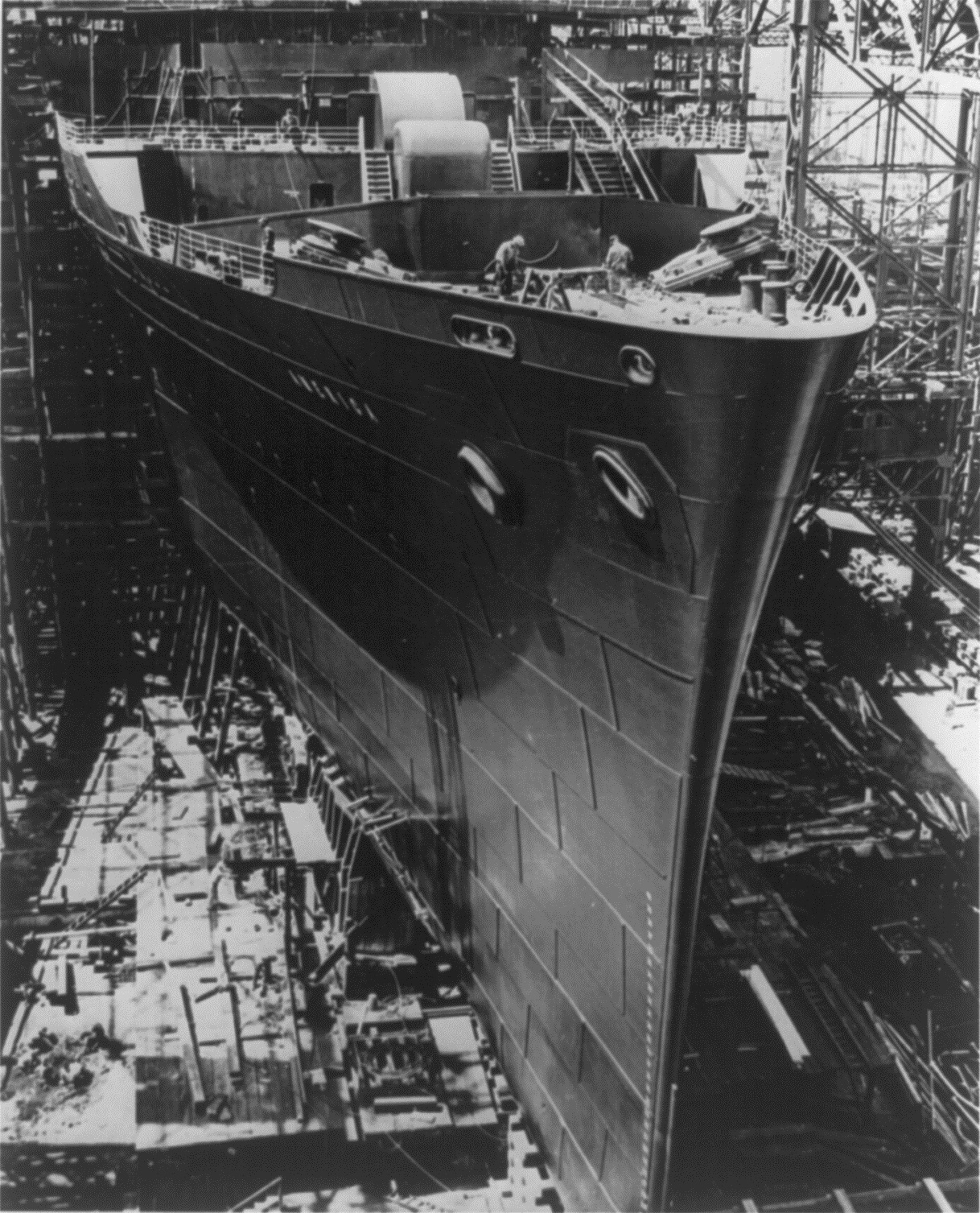
El SS America en construcción.

En 1933, la Armada se embarca en un programa de renovación de todo su material encargando a la firma Gibbs & Cox Inc. el diseño de un tipo de destructor cuyos planos son aprobados rápidamente para los destructores clase Mahan los cuales son entregados a tres astilleros. El USS Mahan es el primero en ser botado y le siguen otros diseños de nuevas clases de destructores y además rompehielos.
La United States Lines se suma como cliente de Gibbs y le encarga el diseño de un trasatlántico con entera libertad de diseño y especificaciones. 
En 1936, Gibbs & Cox inc, levantaron los planos del SS America (más tarde SS Australis), casi gemelo del futuro SS United States. Fue en este transatlántico donde Gibbs ensayó las ideas que serían aplicadas en futuro buque, resultando un navío de pasajeros muy moderno, veloz, de líneas elegantes y sólidamente construido. Fue usado incluso como transporte de tropas desde 1940 hasta el fin de las hostilidades.

## Segunda Guerra Mundial
William Francis Gibbs se encontraba cercano a lanzar su anhelado proyecto cuando tuvo lugar el comienzo de la Segunda Guerra Mundial y fue llamado por la Armada para el programa de reconversión y diseño de acorazados, cruceros y destructores. Esta vez Gibbs estaba del otro lado e impuso a cabalidad sus criterios.
En efecto, la U.S Navy volvió a tocar las puertas de W.Gibbs, esta vez en calidad de cliente y le propuso la repotenciación de sus plantas motrices y compartimentación de destructores y buques de guerra. Además le encargó el diseño de buques mercantes ensamblados por el sistema modular. Nació entonces el programa de buques Liberty, cuyos planos son distribuidos a diferentes astilleros nacionales y de este modo se botaron para servicio unos 2168 buques de este tipo. El 26 de septiembre de 1941, se botó el primero de estos famosos buques cargueros armados.
En 1940, el gobierno británico le encargó el diseño de buques clase Océano, el primero en ser botado es a apenas 10 meses de haberse aprobados los planos.

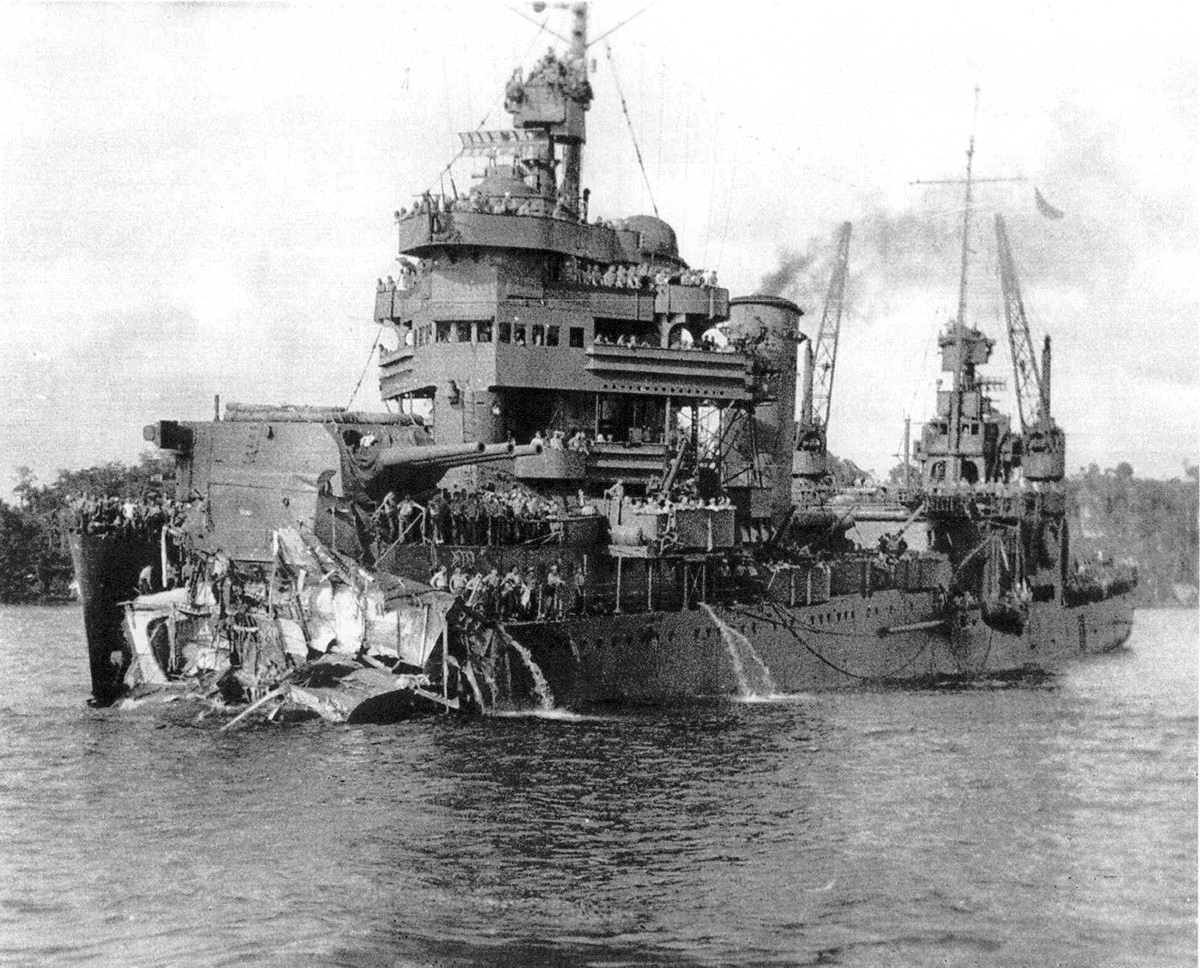
El crucero USS New Orleans (CA-32) se salvó de hundirse durante la SGM gracias a la sobrecompartimentación impuesta por Gibbs.

La US Navy impulsó el esfuerzo de producción naval en tiempos de guerra, representado por su presidente, Charles E. Wilson, le encargó a la firma Gibbs la supervisión de la construcción naval en todo los Estados Unidos coordinando los programas de producción naval y además se le nombró Presidente de la Comisión de Astilleros Combinados obteniendo un total control sobre los programas navales en tiempos de guerra. Su gestión permitió una coordinación técnica sin precedentes en que la firma trabajó sin descanso, diseñó el 63% de la marina mercante y el 74% de los buques de la Armada.
De este modo se produjeron: 97 navíos de escolta clase BDE construidos en 1941; 72 buques escolta clase DET construidos en 1942; 441 buques de desembarco clase LST1 y 15 buques de desembarco tipo LSD1 construidos el mismo año.
La férrea, hosca y granítica personalidad de Gibbs se impuso por sobre los personeros de la US. Navy traduciéndose en densas disputas y debates sobre quienes Gibbs consideraba solo simples burócratas sin lego en construcción naval.
Célebres son las acaloradas discusiones entre representantes de la U.S. Navy y Gibbs por imponer sus propios criterios de construcción.
En uno de esos debates, un oficial en una reunión le dijo a Gibbs: 

-" Mi idea es que..."

-"Gibbs interrumpió al advenedizo diciendo:-" Señor! si ud tiene una idea..tan solo una ...usted.. estaría trabajando para Gibbs & Cox"-

Muchas de las discusiones rondaron en la excesiva compartimentación de los destructores Clase Fletcher, Gibbs se mantuvo tozudamente en su postura y pronto el diseño de Gibbs demostró tener la razón al salvar muchas vidas en servicio. Muchos destructores torpedeados,  así como cruceros salvaron de hundirse gracias a la excesiva compartimentación.
-"Usted tenía la razón, Gibbs "- Era la frase que al final del conflicto se acuñó en bronce en la Armada y las discusiones cesaron.
Más del 74% de los buques de la US. Navy, es decir, cruceros, buques tipo Liberty, barcazas y destructores así como los acorazados South Dakota, fueron obras del genio de Gibbs y muchos hicieron valer los criterios de su constructor. Asimismo Gibbs enfrentó a varias comisiones de investigación de uso de fondos y recursos de la Armada, muchos de ellos decididamente hostiles a la figura desafiante de Gibbs; sin embargo nunca se logró establecer alguna malversación de fondos. cada vez que una investigación llegaba a su fin, Gibbs solía decir: 

-"Nada educa más a un hombre como a mirar de frente y con la respuesta a cada pregunta posible que pueda ser requerida por su negocio"-.

## Un sueño hecho realidad

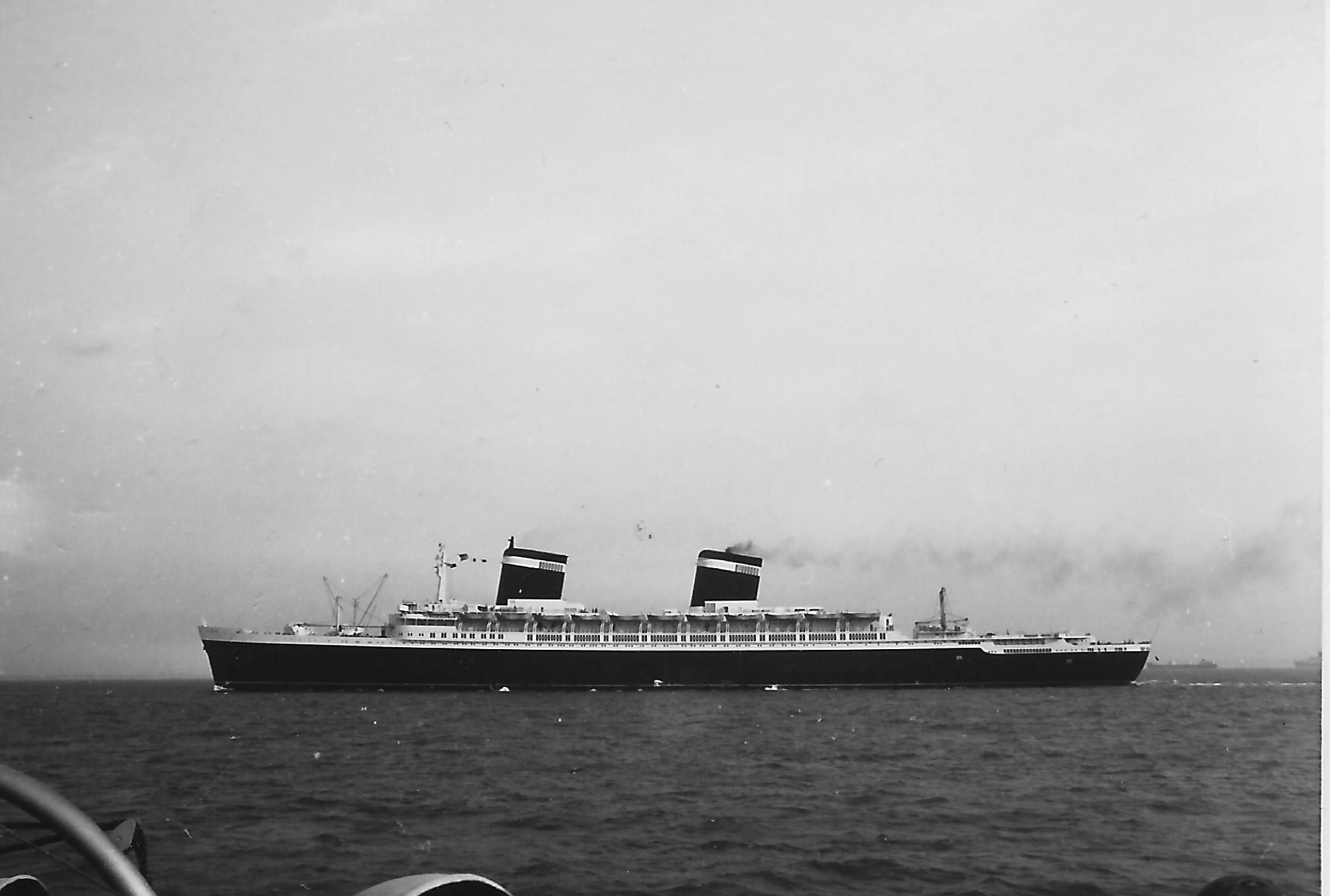
El transatlántico SS United States fotografiado en Portsmouth a la vuelta de su viaje inaugural, en el verano de 1952.

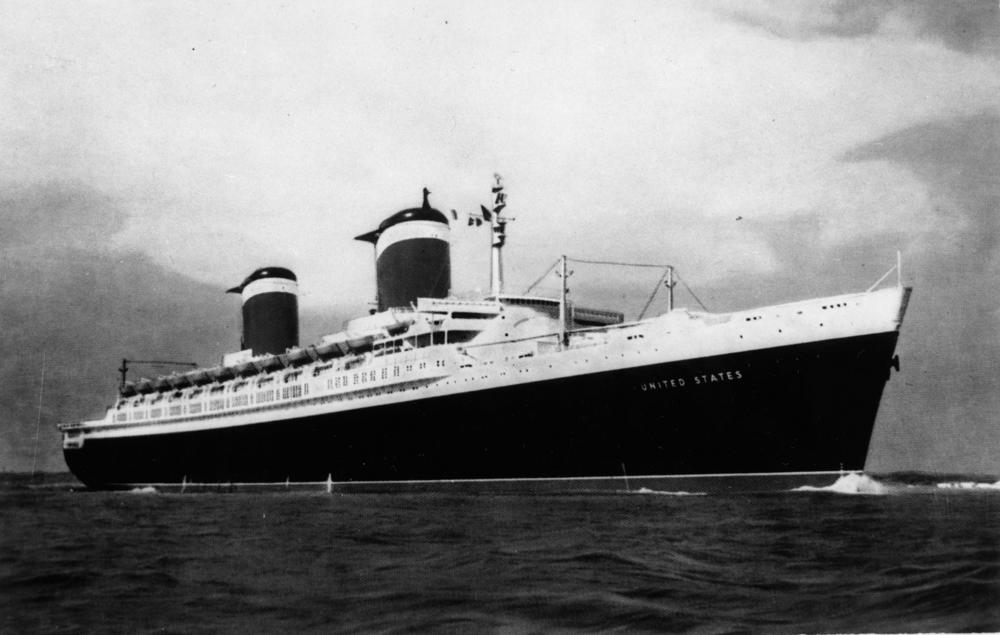
El SS United States en alta mar, en la década de 1950.

Después de la guerra, Gibbs y su hermano, se abocaron firmemente al proyecto largamente acariciado, el super transatlántico de 300 m al que llamaron SS United States. Los planos ya estaban hechos hacia años atrás; pero los cálculos, elección y acopio de materiales duraron 3 años y se hizo en el más absoluto secreto.
El proyecto costaba US $ 78.000.000 y Gibbs tuvo que hacer gala de negociador para conseguir el cofinanciamiento de su proyecto. Tuvo que recurrir a su co-partner, la Armada. 
La U.S. Navy estudió el proyecto y finalmente expresó que colocaría U.S. $50.000.000 si él accedía a que en caso de guerra, el buque fuese transformado rápidamente en transporte de tropas u hospital; el resto los colocaría la United States Lines, y Gibbs aceptó.
La construcción duró tan solo dos años y dos meses por el sistema de ensamblaje modular. 
Las especificaciones de la U.S. Navy esta vez, se siguieron al pie de la letra y sin ningún tipo de reparos u observaciones por parte de Gibbs (la mayoría de las especificaciones seguían sus propias condiciones).
El resultado fue un impresionante buque de bellas y modernas líneas, siendo el más seguro, el más rápido (38,3 nudos) y el más moderno en su clase. Toda su construcción fue hecha totalmente en aluminio, hasta el piano del salón de primera clase.
William Francis Gibbs solo tomó parte en el viaje inaugural de su navío en 1952. Su sueño estaba realizado a los 66 años en la plenitud de su vida.
William Francis Gibbs, por supuesto, tuvo especiales consideraciones con su obra y salía al muelle cada vez que el
United States recalaba en Nueva York y solía interrogar a los encargados de máquinas y al capitán Hartley sobre las novedades del viaje.
Su nombre alcanzó la fama en las firmas navieras quienes celebraron la obra máxima de la Gibbs & Cox.
El United States, llamado también por su sobrenombre The Big U (el gran U) se convirtió en el orgullo de Estados Unidos transportando a personalidades célebres como el presidente Dwight Eisenhower, Rita Hayworth, John Wayne, Cary Grant, los duques de Windsor: Wallis Simpson y Eduardo VIII, entre otras celebridades y fue sinónimo de lujo y estatus asociado a comodidad y rapidez.

## Muerte y legado
El 6 de septiembre de 1967, William Francis Gibbs falleció a los 81 años y al día siguiente el SS United States habiendo completado su travesía nº352 detuvo motores en medio de la bahía de N. Y. y tocó largamente la sirena anunciando la partida de su creador.
El United States solo siguió en servicio dos años más y realizó 725 viajes entre 1952 y 1969 sin mayores problemas, se conserva en un muelle de Filadelfia hoy en día.

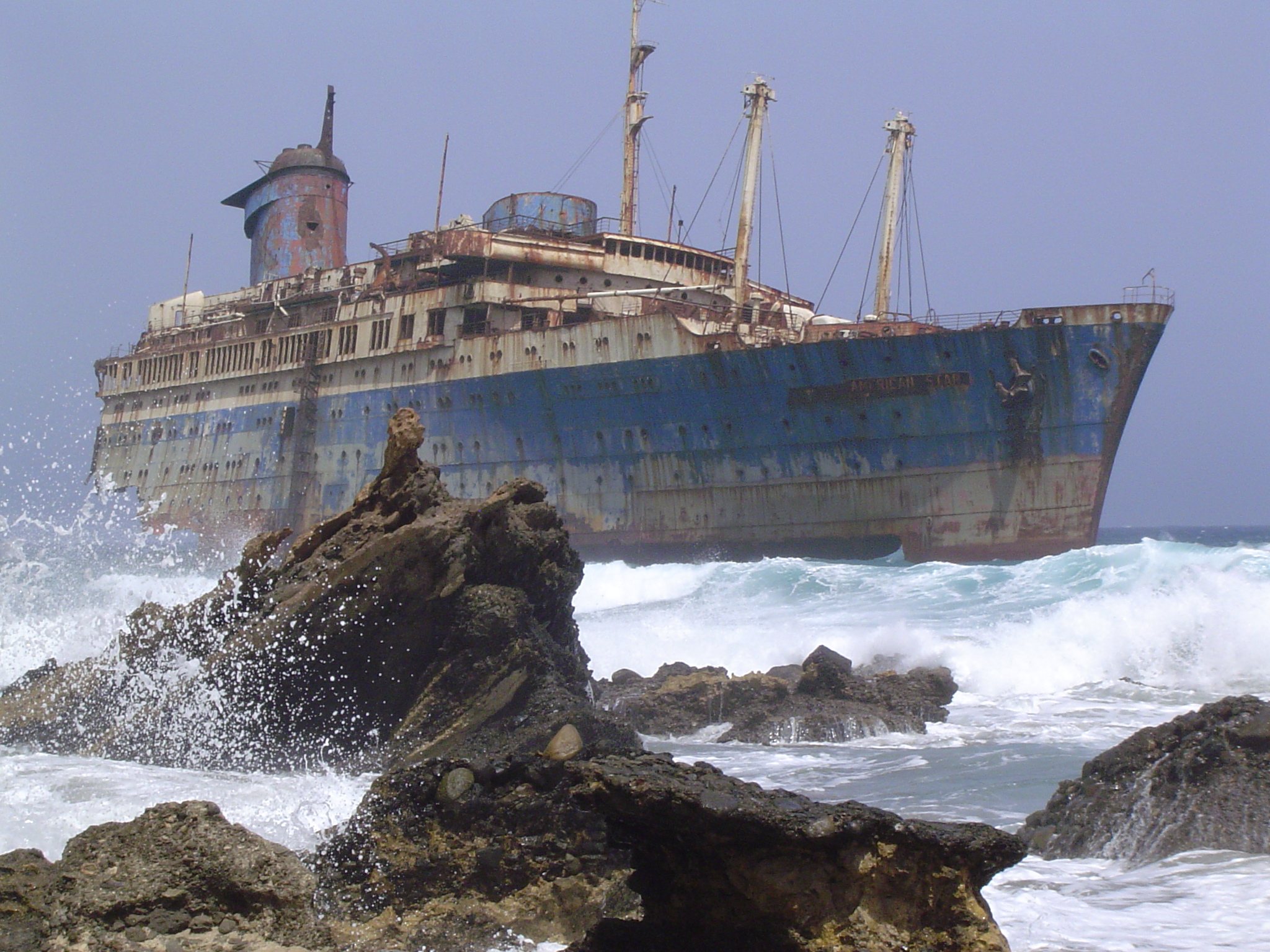
El SS America como el SS American Star, encallado en Fuerteventura, en las islas Canarias.

El SS America tuvo una trayectoria mucho más larga y finalmente con el nombre de SS American Star embarrancó el 15 de junio de 1994 en Fuerteventura (Islas Canarias), para desaparecer en 2006.
En 1965, la Academia Nacional de Ciencias de Estados Unidos reconoció la obra de los hermanos Gibbs y creó la medalla Gibbs Brothers para aquellos que contribuyeran al campo de las ciencias de la arquitectura e ingeniería naval. Hasta el año 2006, unos 11 ingenieros y arquitectos navales han sido galardonados con este reconocimiento.
La firma Gibbs & Cox aún existe hoy en día y el transatlántico de sus sueños está amarrado a un muelle en estado de semi abandono en el Río Delaware en Filadelfia.  Sus descendientes forman parte del una asociación que hoy es dueña del buque llamada SS United States Conservancy,  para conservar y restaurar el buque hoy en día.